# Daniel Akerson
Daniel Francis „Dan” Akerson (ur. 21 października 1948) jest byłym prezesem i dyrektorem generalnym General Motors. Akerson zastąpił Edwarda Whitacre na stanowisku dyrektora generalnego 1 września 2010 r. i został prezesem zarządu 1 stycznia 2011 r. Jego następcą została CEO General Motors, Mary Barra. Akerson był dyrektorem zarządzającym The Carlyle Group i szefem globalnego wykupu przed dołączeniem do General Motors. Do zarządu General Motors dołączył 24 lipca 2009 roku. Akerson zasiada również we władzach American Express i Fundacji Akademii Marynarki Wojennej Stanów Zjednoczonych, a obecnie jest wiceprzewodniczącym i specjalnym doradcą rady dyrektorów Grupy Carlyle.

## Życie osobiste
Akerson urodził się w Oakland w Kalifornii, dorastał w Mankato w Minnesocie, a obecnie mieszka w McLean w Wirginii. Posiada tytuł Bachelor of Science w dziedzinie inżynierii w Akademii Marynarki Wojennej Stanów Zjednoczonych (klasa z 1970 r.) oraz tytuł magistra ekonomii w London School of Economics. Akerson służył jako oficer na niszczycielu marynarki wojennej w latach 1970–1975.
Dziadkowie Akersona ze strony matki są Niemcami, a dziadkowie ze strony ojca to Szwedzi.

## Kariera
Akerson dołączył do MCI Inc. w 1983 roku, gdzie przez kilka lat pełnił funkcję dyrektora finansowego oraz prezesa i dyrektora ds. operacyjnych. Opuścił MCI w 1993 roku, by zostać prezesem i dyrektorem generalnym General Instrument, gdzie zastąpił byłego sekretarza obrony Stanów Zjednoczonych Donalda Rumsfelda.
W 1996 roku Akerson został zatrudniony jako dyrektor naczelny Nextel. Podczas jego kadencji jako CEO przychody Nextel wzrosły z 171,7 miliona dolarów w roku poprzedzającym jego przybycie do ponad 3,3 miliarda dolarów w 1998 roku. Wkrótce po ustąpieniu ze stanowiska dyrektora generalnego Nextel w lipcu 1999 roku, Akerson został wprowadzony przez Craiga McCawa do uruchomienia Nextlink Communications, później przemianowanej na XO Communications. XO Communications ogłosiło upadłość w czerwcu 2002 r., a Akerson zrezygnował z funkcji CEO w grudniu 2002 r. Akerson dołączył do The Carlyle Group w 2003 roku. Pracując w The Carlyle Group, Akerson kierował największym funduszem private equity firmy.
W lipcu 2009 roku Akerson został powołany do rady dyrektorów General Motors jako przedstawiciel Departamentu Skarbu USA, który w tym czasie posiadał 61% udziałów w GM. 12 sierpnia 2010 r. ogłoszono, że Akerson będzie następcą Eda Whitacre na stanowisku CEO General Motors, począwszy od 1 września 2010 r., a 1 stycznia 2011 r. obejmie również stanowisko przewodniczącego rady dyrektorów. W pierwszym roku swojej kadencji w 2011 roku General Motors osiągnął rekordowy zysk w wysokości 7,6 miliarda dolarów przy przychodach w wysokości 150,3 miliarda dolarów. W grudniu 2013 r. Departament Skarbu USA sprzedał ostatnie pozostałe akcje zwykłe GM.
W kwietniu 2013 roku inwestorzy zaczęli spekulować, że 64-letni menedżer może rozważać przejście na emeryturę. Spekulacje opierały się wyłącznie na zmianach w planie wynagrodzeń Akersona w GM.
10 grudnia 2013 r. firma GM ogłosiła, że z dniem 15 stycznia 2014 r. Akerson zostanie zastąpiony na stanowisku CEO GM przez Mary Barra. Poinformowano, że przejście na emeryturę Akersona zostało przyspieszone z powodu zaawansowanego stadium raka jego żony, jednak 1 marca 2014 r. The Carlyle Group ogłosiła, że Akerson ponownie dołączył do firmy jako wiceprzewodniczący i specjalny doradca rady dyrektorów. Od lutego 2014 r. Akerson zasiada w radzie dyrektorów firmy Lockheed Martin.

## Opinie polityczne
W sierpniu 2016 roku Akerson ogłosił, że po raz pierwszy w życiu nie zagłosuje na republikańskiego kandydata na prezydenta. W artykule opublikowanym dla The Washington Post Akerson potępił Donalda Trumpa w wielu kwestiach, chwaląc jednocześnie Hillary Clinton.